# Cuauhtémoc, San Juan Evangelista
Cuauhtémoc är en ort i Mexiko.   Den ligger i kommunen San Juan Evangelista och delstaten Veracruz, i den sydöstra delen av landet, 500 km öster om huvudstaden Mexico City. Cuauhtémoc ligger 74 meter över havet och antalet invånare är 158.
Terrängen runt Cuauhtémoc är platt, och sluttar söderut. Runt Cuauhtémoc är det ganska tätbefolkat, med 52 invånare per kvadratkilometer. Närmaste större samhälle är Sayula de Alemán, 17,5 km nordost om Cuauhtémoc. Omgivningarna runt Cuauhtémoc är en mosaik av jordbruksmark och naturlig växtlighet.